# Проміжна залізнична станція
Проміжні́ ста́нції — залізничні станції, призначенні для пропуску, схрещення, обгону поїздів, проведення маневрів зі збірними поїздами (причеплення, відчеплення, подача і прибирання вагонів), вантажні операції, посадка і висадка пасажирів, прийом, видача, навантаження і вивантаження багажу, поштові операції, в деяких випадках завантаження і формування маршруту відправника. Для виконання всіх зазначених операцій на станціях передбачаються відповідні пристрої.
Проміжна станція обслуговує, як правило, певний економічний район. Станції, на яких сконцентрована значна вантажна робота, називаються опорними проміжними. На них передбачається посилення колійного розвитку і вантажних пристроїв.